# Serie di Humphreys
In fisica la serie di Humphreys è una sequenza di righe che descrive le righe spettrali dell'atomo di idrogeno. Tale serie è stata scoperta dal fisico statunitense Curtis Judson Humphreys nel 1953 e riguarda le righe spettrali nella regione dell'infrarosso lontano, prodotte per l'emissione di un fotone da parte di un elettrone che, da uno stato eccitato, va ad occupare un livello energetico caratterizzato dal numero quantico principale n = 6.
Tale serie è ricavabile matematicamente dalla formula empirica valida per tutte le altre serie note:
{\displaystyle {1 \over \lambda }=R_{\text{H}}\left({\frac {1}{n^{2}}}-{\frac {1}{m^{2}}}\right)\qquad \left(R_{\text{H}}\approx 1,0968{\times }10^{7}\,{\text{m}}^{-1}\approx {\frac {13.6\,{\text{eV}}}{hc}}\right)}
RH è la costante di Rydberg ed m può assumere un qualsiasi valore intero da 7 compreso in poi.
Nel caso della serie di Humphreys, n = 6. Per le altre serie note, n assume il valore:
- 1 per la serie di Lyman
- 2 per la serie di Balmer
- 3 per la serie di Paschen
- 4 per la serie di Brackett
- 5 per la serie di Pfund.

Nel vuoto, le lunghezze d'onda (in nm) della serie di Humphreys sono tutte nell'infrarosso lontano:
| m                     | 7     | 8    | 9    | 10   | 11   | ∞    |
| Lunghezza d'onda (nm) | 12370 | 7503 | 5908 | 5129 | 4673 | 3282 |